# Genoveffa di Brabante (film, 1947)
Pour les articles homonymes, voir Genoveffa di Brabante.
Pour plus de détails, voir Fiche technique et Distribution.
Genoveffa di Brabante est un film de cape et d'épée italien réalisé par Primo Zeglio et sorti en 1947.
Il s'agit d'une adaptation de la biographie de Geneviève de Brabant, contenue dans le volume La Légende dorée écrit par Jacques de Voragine, qui a également été portée au grand écran en 1964 avec le film du même nom co-réalisé par José Luis Monter et Riccardo Freda.

## Synopsis
Au 8e siècle apr. J.-C., le comte Siegfried est blessé lors d'un combat avec des bandits de grand chemin. Il est sauvé par son cheval qui le ramène jusqu'au château du duc de Brabant. Geneviève, qui est la fille du duc de Brabant, le guérit. Siegfried tombe amoureux d'elle et l'épouse, l'emmenant avec lui dans son château. Siegfried confie sa femme à Gorc, un intendant de confiance et amical, car il doit partir en croisade contre les Sarrasins. Gorc, qui est tombé amoureux de Geneviève, élimine tous les messages que Siegfried lui envoie. Mais ses avance ne sont d'aucun effet, et Gorc, perdant patience, décide d'emprisonner Geneviève pour lui apprendre à obéir. Geneviève donne naissance à un enfant dans la prison, mais est accusée par Gorc d'adultère avec un écuyer. Siegfried, qui a appris les faits, envoie des tueur pour assassiner sa femme et son enfant. Cependant, Geneviève parvient à s'échapper en déroutant les tueurs, se cachant dans la forêt avec son enfant. Une fois la guerre contre les Sarrasins terminée, Siegfried retourne au château, mais trouve un message de Geneviève qu'elle a écrit avec son propre sang. Découvrant la vérité, Siegfried se venge en punissant Gorc. Une fois sa vengeance accomplie, il s'enfonce dans la forêt et ramène Geneviève et son fils au château.

## Fiche technique
- Titre original italien : Genoveffa di Brabante[1]
- Réalisateur : Primo Zeglio
- Scénario : Evelina Levi, Fulvio Palmieri (it), Primo Zeglio
- Photographie : Gábor Pogány
- Montage : Primo Zeglio
- Musique : Pietro Giorgi
- Décors : Italo Cremona (it), Enzo Trapani
- Costumes : Italo Cremona (it)
- Production : Vittorio Vassarotti
- Société de production : Vi-va Film
- Pays de production :  Italie
- Langue originale : italien
- Format : Noir et blanc
- Durée : 95 minutes
- Genre : Film de cape et d'épée
- Dates de sortie :
  - Italie : 1947 (visa délivré le 21 mars 1947)[1]

## Distribution
- Harriet White Medin (en) : Geneviève de Brabant (Genoveffa di Brabante en VO)
- Gar Moore (en) : Comte Siegfried
- Oretta Fiume : Berta
- Enrico Glori : Goro
- Guido Notari (it) : Duc de Brabant
- Nerio Bernardi : Ambassadeur
- Ugo Sasso (it) : Corrado
- Dino Maronetto : Nello
- Mario Siletti : Docteur
- Felice Minotti : écuyer de Siegfried
- Chicco Glori : le fils de Geneviève
- Aristide Garbini : le geôlier
- Giorgio De Lullo :
- Bruno Giustini :
- Domenico Viglione Borghese (it) :